# Unternehmen Merkur
Griechisch-Italienischer Krieg – Jugoslawien – Griechenland – Kreta
Das Unternehmen Merkur war der Deckname einer deutschen Militäroperation der deutschen Fallschirmjäger, unterstützt von Gebirgsjägern, im Zweiten Weltkrieg zur Eroberung der Insel Kreta. Es war das erste große Luftlandeunternehmen in der Kriegsgeschichte. Kurz nach der Einnahme Griechenlands im Balkanfeldzug 1941 eroberte die deutsche Wehrmacht das von britischen, australischen, neuseeländischen und griechischen Truppen verteidigte Kreta binnen 12 Tagen, das daraufhin bis zum Kriegsende 1945 besetzt blieb.

## Vorgeschichte
Kreta war aus britischer Sicht von strategischem Interesse, da der Besitz der Insel wegen ihrer geografischen Lage für die Verteidigung Ägyptens und Maltas wichtig war. Deshalb war die Besetzung Kretas bereits in der logistischen Vorbereitung, als am 28. Oktober 1940 das faschistische Königreich Italien Griechenland nach einem Ultimatum angriff und die griechische Regierung von London Hilfe erbat. Bereits am 1. November landeten Vorauskommandos aus Alexandria auf Kreta. In den folgenden Monaten folgten einige britische Infanterieverbände und Flugabwehreinheiten, die Verteidigungsstellungen wurden jedoch nicht wesentlich ausgebaut. Athen zog die Masse der auf Kreta stationierten griechischen Verbände im November 1940 an die Epirus-Front auf das Festland ab. Zu Beginn des Jahres 1941 standen nur noch etwa 1000 griechische Soldaten auf der Insel. Bis Februar 1941 wurden in Maleme, Rethymno und Iraklio drei Landeplätze für die Verbände der Royal Air Force eingerichtet.
Mitte April 1941 zeichnete sich nach Beginn des deutschen Balkanfeldzugs die Niederlage der von den britisch-australisch-neuseeländischen Expeditionsstreitkräften unter General Henry Maitland Wilson unterstützten griechischen Armee ab. Als etwa 250 deutsche Transportflugzeuge nach Plowdiw in Bulgarien verlegt wurden und Fallschirmjäger nach ihrem Einsatz in Korinth Griechenland nicht wieder verließen, rechnete die britische Führung mit einem deutschen Luftlandeunternehmen. London beschloss, seine Truppen vom griechischen Festland abzuziehen. Auf Anweisung des britischen Premierministers Churchill wurde ein Teil des britischen Expeditionskorps nach Kreta transportiert, um die dortige Verteidigung zu verstärken. Die Masse der britischen Truppen wurde jedoch nach Ägypten verbracht. Churchill sah trotz der Vorbehalte, die die britischen Oberbefehlshaber im Nahen Osten und in Nordafrika wegen unzureichender militärischer Kapazitäten äußerten, die Gelegenheit gekommen, den deutschen Angreifern erhebliche Verluste zuzufügen oder aber im günstigsten Falle die Insel zu halten. Zudem erwartete er von seinem Entschluss, Kreta zu verteidigen bzw. zu halten, günstige politische Auswirkungen auf die Türkei und den gesamten Nahen Osten.
Als die griechischen Streitkräfte auf dem Festland gegenüber der deutschen 12. Armee in eine aussichtslose Lage geraten waren, erschoss sich der neue griechische Ministerpräsident Alexandros Koryzis. Der griechische König Georg II. bildete eine neue Regierung unter Emmanouil Tsouderos, die von Kreta aus den Widerstand fortsetzen wollte. Sie verließ das griechische Festland am 23. April 1941 und errichtete in Chania den Sitz einer unabhängigen griechischen Regierung.
Aus deutscher Sicht boten die britischen Stützpunkte auf Kreta – und auch auf Malta – den Briten die Möglichkeit, den Schiffsverkehr bzw. den Nachschub der Achsenmächte für den Afrikafeldzug wirkungsvoll zu behindern. Von Kreta aus waren zusätzlich Vorstöße der Briten in die Ägäis möglich. Außerdem befürchtete Hitler, dass von Kreta aus Luftangriffe auf die rumänischen Erdölfelder um Ploiești geführt werden könnten, die für den geplanten und kurz bevorstehenden Angriff auf die Sowjetunion von kriegswichtiger Bedeutung waren.
Auch die deutsche Seekriegsleitung drängte auf eine Eroberung Kretas, weil ihr die Zurückdrängung der Briten aus dem östlichen Mittelmeer entscheidend für die weitere Kriegsführung gegen Großbritannien erschien. Genau wie das Oberkommando der Luftwaffe erwartete sie, von Kreta aus den Nachschubverkehr der Briten durch den Suezkanal lahmlegen zu können. Erste strategische Überlegungen dazu wurden bereits Ende Oktober 1940 durch den Chef des Wehrmachtführungsstabes (WFSt) Alfred Jodl angestellt. Diesen zufolge würde eine militärische Aktion der Italiener gegen Nordgriechenland und den Hafen von Piräus mit Sicherheit zu einer Inbesitznahme der Insel Kreta durch die Briten führen.
Am 15. April 1941 legte der Befehlshaber der Luftflotte 4, General der Flieger Alexander Löhr, Reichsmarschall Hermann Göring einen konkreten Plan zur Eroberung Kretas durch Luftlandetruppen vor. Im vorgeschobenen „Führerhauptquartier Frühlingssturm“ überzeugte Kurt Student am 21. April 1941 in Begleitung des Generalstabschefs der Luftwaffe Hans Jeschonnek den widerstrebenden Hitler von den strategischen Notwendigkeiten der Inbesitznahme Kretas. Dieser befahl daraufhin per „Weisung für die Kriegführung Nr. 28“, Mitte Mai 1941 das Unternehmen Merkur mit Luftlandetruppen, Fallschirmjägerverbänden und der Unterstützung der 5. Gebirgs-Division durchzuführen.

## Militärische Lage und Planung vor dem Angriff

### Deutscher Angriffsplan

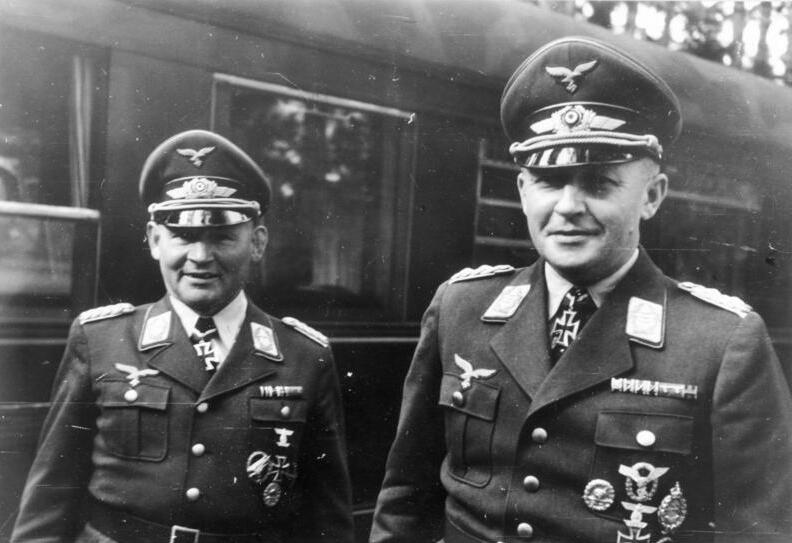
Kurt Student, Kommandierender General des XI. Fliegerkorps, mit Hermann-Bernhard Ramcke, 1941

Göring beauftragte die Luftflotte 4 mit der Planung und Durchführung der Operation. Löhr wurde dazu das XI. Fliegerkorps unter Kurt Student mit seinen Luftlande- und Fallschirmjägerverbänden unterstellt. Die Jagd- und Bomberstaffeln des VIII. Fliegerkorps unter Wolfram von Richthofen sollten ihren Schutz übernehmen und nach der Erringung der Lufthoheit die kämpfenden Bodentruppen aktiv unterstützen. Außerdem sollte die 12. Armee in Griechenland Teile der 5. Gebirgs-Division zur Verstärkung des XI. Fliegerkorps abstellen und aus weiteren Teilen der 6. Gebirgs-Division Reserven bilden. Weil der deutschen Marineführung im Mittelmeerraum keine nennenswerten Schiffsverbände zur Verfügung standen, wurde Italien um Unterstützung gebeten.
Löhrs Plan sah vor, zunächst die Hauptstadt Chania und Maleme, wo sich der größte Flugplatz Kretas befand, mit Luftlande- und Fallschirmtruppen zu erobern und danach Richtung Osten vorzustoßen. Student wollte dagegen gleichzeitig alle wichtigen Punkte der Insel aus der Luft angreifen und danach auf den eroberten Flugfeldern Heeresverbände landen lassen, die die übrige Insel besetzen sollten. Richthofens Fliegerverbände hatten aber für die Sicherung einer größeren Zahl von Absetzorten keine ausreichende Stärke. Deswegen sah der endgültige Plan vor, nur vier Punkte aus der Luft zeitlich gestaffelt anzugreifen. Im ersten Anflug in den Morgenstunden des Angriffs sollte wie in Löhrs Plan das Gebiet von Chania und Maleme angegriffen werden, im zweiten Anflug am Nachmittag Rethymno und Iraklio.
Angesichts der Überlegenheit der Royal Navy auf See entschloss sich die deutsche Führung, den größten Teil der Soldaten auf dem Luftweg zu transportieren, zumal dem maritimen Admiral Südost Karlgeorg Schuster nur zwei Schiffsstaffeln mit zusammen etwa 60 Motorseglern zur Verfügung standen. Die italienische Regia Marina übernahm den Schutz dieser improvisierten Flotte von Griechenland über die Insel Milos nach Kreta. Nach der Sicherung von Brückenköpfen und Anlandungsstellen durch Luftlandetruppen sollten weitere Truppen und Kriegsmaterial per Schiff nach Kreta gebracht werden.
Der ursprünglich früher geplante Zeitpunkt für den Angriff wurde wegen Engpässen in der Versorgung mit Flugbenzin endgültig auf den 20. Mai gelegt. In den ersten Maitagen begannen Verbände des VIII. Fliegerkorps mit Aufklärungsflügen und anschließenden Angriffen auf Konvois und Schiffe der Royal Navy.
Ab der zweiten Maiwoche wurde der britische Schiffsverkehr an der Nordseite Kretas, wo die wichtigsten Häfen lagen, praktisch blockiert. Von den Anfang Mai eingeschifften rund 27.000 Tonnen wichtiger Nachschubgüter für Kreta konnten nur etwa 3000 Tonnen gelandet werden, während der Rest umkehren musste.
Auf deutscher Seite war zunächst ein schneller Angriff von Fallschirmjägern vorgesehen; diese sollten die wichtigsten strategischen Punkte wie Flugplätze und Häfen einnehmen, damit später Verstärkungen durch Gebirgsjäger per Flugzeug und Schiff nachlanden konnten. Sowohl Fallschirmjäger als auch Gebirgsjäger waren gut ausgebildet und besaßen auf Grund ihrer ausschließlich leichten Ausrüstung zwar nur eine geringe absolute Feuerkraft, bedingt durch ihre hohe Mobilität und Motivation sowie ihren ausgeprägten Korps- und Kampfgeist aber einen hohen Einsatzwert.
Die Wehrmacht verfügte über 15.000 Fallschirmjäger der 7. Flieger-Division, die nach der Eroberung eines Flugfeldes von etwa 14.000 Gebirgsjägern der 5. Gebirgs-Division und 700 Kradschützen der 5. Panzer-Division durch Lufttransporte unterstützt werden sollten. Weitere Verstärkung sollte dann auch über See angelandet werden. Dazu kam Unterstützung von 46 Kampf- und 16 Jagdflugzeugen der Italiener von den Dodekanes.
Für die Überführung dieser Kräfte nach Kreta war Generalmajor Rudolf Konrad verantwortlich, der zehn Kampfgruppen zur besonderen Verwendung (z. b. V.) mit 550 Transportmaschinen Ju 52 und 60 Lastenseglern zur Verfügung hatte. Das zur Sicherung und Unterstützung eingeplante VIII. Fliegerkorps hatte 280 Bomber, 150 Sturzkampfbomber, 180 Jagdflugzeuge und 40 Aufklärer zur Verfügung. Zur See war die Kriegsmarine mit zwei Dampferstaffeln und zwei Motorseglerstaffeln beteiligt. Die Sicherung erfolgte durch die italienische Marine (Kapitän zur See Peccori-Giraldi) mit zwei Zerstörern und zwölf Torpedobooten, mehreren U-Booten, Schnellbooten und Minensuchern.
Der deutsche Militär-Nachrichtendienst Abwehr unterschätzte die tatsächliche Anzahl feindlicher Soldaten auf Kreta erheblich und schätzte, dort seien maximal 15.000 britische Soldaten und nur wenige griechische Truppen stationiert. Die Bevölkerung Kretas sei den Deutschen wohlgesinnt. Viele Kreter seien antimonarchisch und hätten die alte griechische Regierung abgelehnt, zudem habe sich die griechische Bevölkerung bei der Besetzung des griechischen Festlands passiv und abwartend verhalten. Die Aufklärung der 12. Armee ging zwar von mehr Truppen aus, unterschätzte aber die tatsächlichen Zahlen ebenfalls.
Nach dem gelungenen Abschluss des Unternehmens Merkur erwog die Wehrmachtführung eine weitere Verwendung der Luftlandetruppen während des in Vorbereitung befindlichen Russlandfeldzuges. Zu diesem Zweck sollte die 7. Flieger-Division auf die drei Heeresgruppen Nord, Mitte und Süd aufgeteilt und punktuell im Bedarfsfalle während des Vormarsches eingesetzt werden.
| Luftflotte 4 | direkt unterstellt    | 4.(F)/121; Wekusta 76; Seenotstaffel 7; 6. Gebirgs-Division; 5. Panzer-Division |
| Luftflotte 4 | VIII. Fliegerkorps    | I. und III./KG 2; III./KG 3; I., II. und III./LG 1; II./KG 26; I., II. und III. StG 1; I. und III. StG 2; I., II. und III./StG 77; I. und II./ZG 26; II./ZG 76; II. und III./JG 77; I. und II./LG 2; II./KG 4; 10./LG 2; 2.(F)/11; 7./LG 2;                              |
| Luftflotte 4 | XI. Fliegerkorps      | 7. Flieger-Division; Luftlande-Sturmregiment; 5. Gebirgs-Division; 22. Infanterie-Division; I. und II./KG z. b. V. 1; I. und II./KG z. b. V. 172; KGr. z.b.V 60; KGr. z. b. V. 101; KGr. z. b. V. 102; KGr. z. b. V. 40; KGr. z. b. V. 105; KGr. z. b. V. 106; I./LLG 1; |
| Luftflotte 4 | Luftgau-Kommando VIII | |
| Luftflotte 4 | Luftgau-Kommando XVII | |

### Bewaffnung der deutschen Soldaten

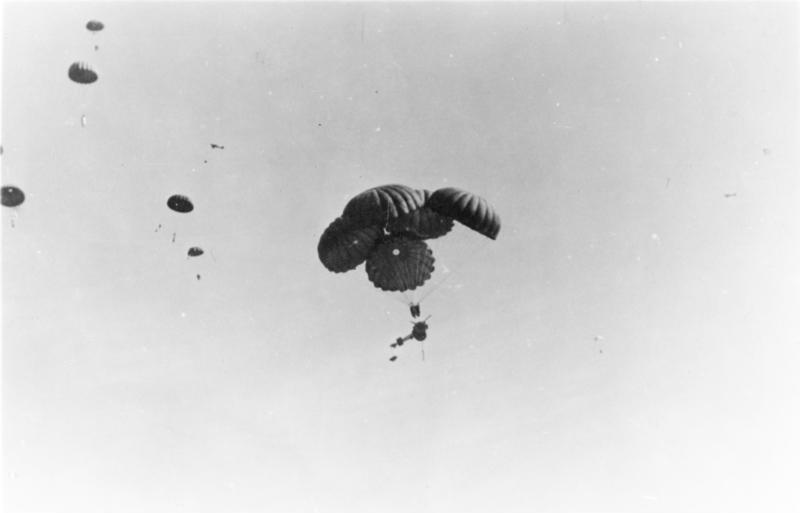
Abwurf einer 3,7-cm-PaK 36 über Kreta im Rahmen von Operation Merkur

Die Fallschirmjäger führten beim Absprung nur Pistolen und Handgranaten am Soldaten mit. Maschinengewehre, Karabiner und Maschinenpistolen wurden in Abwurfbehältern an Lastenfallschirmen abgeworfen. Das sollte den Fallschirmjäger vor Verletzungen bei der Landung schützen. Die Fallschirme der Waffenbehälter waren farbig markiert. Erst nach Kreta wurde durch die Erfahrungen mit dem Absprung in eine Gefechtszone mit Waffe am Mann experimentiert. Rund 25 Prozent der Truppen waren mit MP40-Maschinenpistolen ausgerüstet, für jeden achten bis zwölften Soldaten war ein MG-34-Maschinengewehr vorgesehen.
Seiner Konstruktion wegen erwies sich von Anfang an der Granatwerfer als zweckmäßig. Prädestiniert waren die zerlegbaren 7,5-cm-Gebirgsgeschütze 36, deren Konstruktion von jeher auf ein geringes Gewicht hin optimiert war. Diese und die 3,7-cm-PaK 36 wurden auch mit Fallschirmen abgesetzt. Die Deutschen setzten auf Kreta mit dem Leicht-Geschütz 40 (LG40) erstmals eine neue Panzerabwehrwaffe ein, die leichter als die bisherigen Waffen war. Die schweren Waffen konnten nach dem Fallschirmabwurf erst mit Beiwagenkrädern nach Luftanlandung oder Beutefahrzeugen beweglich gemacht werden. Schwere Waffen wie Feldkanonen oder gar Haubitzen standen den luftgelandeten „Leichten Infanterieverbänden“ nicht oder nur als Beutewaffen zur Verfügung.

### Verteidigungsvorbereitungen der Briten und Griechen
Am 30. April wurde Generalmajor Bernard Freyberg, der die neuseeländische Division des britischen Expeditionskorps auf dem griechischen Festland befehligt hatte, vom Oberbefehlshaber Nahost Archibald Wavell das Kommando auf Kreta übertragen. Gleichzeitig wurde mit den Verteidigungsvorbereitungen, die den Decknamen „Scorcher“ trugen, begonnen. Auf der Insel befanden sich zu diesem Zeitpunkt 14.000 britische Soldaten der ursprünglichen Inselbesatzung und weitere 25.000 Mann aus Commonwealth-Verbänden, die vom Festland evakuiert worden waren. Hinzu kamen etwa 9.000 Griechen, darunter die Reste mehrerer auf dem Festland zerschlagener Verbände und 2500 kretische Gendarmen.

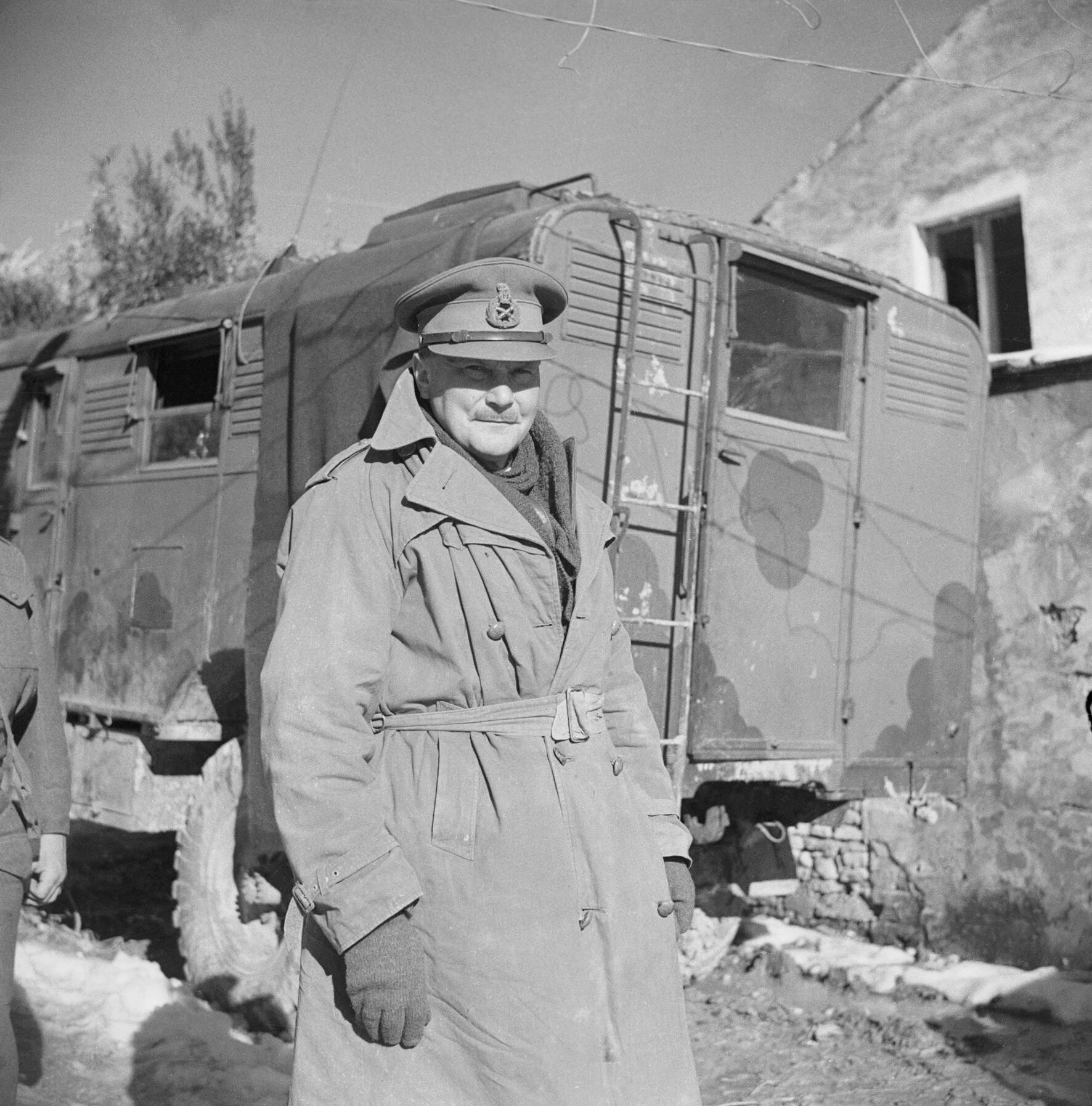
Lieutenant General Sir Bernard Freyberg VC. (1944)

Die griechischen Soldaten waren schlecht ausgerüstet, da zu Beginn des Balkankrieges alle neueren und schweren Waffen auf das Festland gebracht worden waren. Die meisten Gewehre waren deutscher oder österreichischer Herkunft, vor allem Mannlicher-Schönauer Gebirgskarabiner im Kaliber 6,5×54 (M.-Sch.) und Steyr-Mannlicher M1895 (im Rahmen des Versailler Vertrags beschlagnahmt). Etwa 1000 Griechen waren noch mit antiquierten Gras-Gewehren bewaffnet. Weiterhin waren veraltete Maschinengewehre unterschiedlicher Fabrikate und Kaliber vorhanden. Zudem herrschte Munitionsmangel – die Briten hatten für viele griechische Waffen keine entsprechende Munition in ihren Beständen.
Durch die Evakuierung waren die britischen Einheiten auf der Insel stark vermischt und mussten neu geordnet werden. Dem Oberbefehlshaber der britischen Mittelmeerflotte, Admiral Andrew Cunningham, gelang es trotz der Angriffe deutscher Flugverbände auf seine Schiffe, etwa 7000 nicht für den Kampf geeignete Soldaten von der Insel abzuziehen, rund 2000 Mann an Kampftruppen auf die Insel zu schaffen und die ärgsten Lücken in Ausrüstung und Bewaffnung zu schließen.
Es mangelte an schweren Waffen, nur 85 Artillerie-Geschütze konnten aus erbeuteten italienischen Beständen aufgeboten werden. Zur Flugabwehr konnte die British Army 50 Flak-Geschütze und 24 Scheinwerfer einsetzen. An gepanzerten Fahrzeugen verfügten die Verteidiger nur über 16 veraltete Cruiser-Mk-I-, neun Matilda-II- und 16 leichte Mk-VI-Panzer. Für die Panzer stand aber hauptsächlich panzerbrechende Munition zur Verfügung, deren Einsatz gegen Infanterie wenig sinnvoll ist. Auch gab es kaum Ersatzteile für die Panzer und das Gelände erschwerte deren Einsatz. So wurden einige Panzer in befestigte Stellungen eingebaut. Der bei Fallschirmjäger-Anlandungen angezeigte bewegliche Einsatz von Panzerkräften wurde dadurch zusätzlich behindert.
Der Bestand der Royal Air Force umfasste Anfang Mai 36 Maschinen auf Kreta, von denen nur die Hälfte einsatzfähig war. Diese Flugzeuge wurden einen Tag vor dem deutschen Angriff nach Ägypten verlegt, um sie der Vernichtung zu entziehen und für andere Einsätze zu erhalten. Unmittelbar vor der Verlegung flogen die Briten aber noch Angriffe gegen die deutschen Häfen. Daraus schlossen wiederum die Deutschen, dass die Briten die Vorbereitungen für Operation Merkur erkannt hatten.
Die Royal Navy kontrollierte weiterhin die See um Kreta, die Lufthoheit hatten jedoch die Achsenmächte.

### Alliierter Verteidigungsplan
Vorgewarnt durch Ultra-Informationen ging Freyberg von einem kombinierten Luft-See-Angriff aus und legte die Masse seiner Truppen an die Nordküste in den Bereich Maleme–Chania–Souda-Bucht mit dem Auftrag, Hauptstadt, Flugplatz und Hafen zu halten. Es befanden sich
- in Maleme die neuseeländische 2. Division, 11.500 Mann, darunter 3500 Griechen
- in Chania/Souda verschiedene britische und australische Einheiten, 17.400 Mann, davon 930 Griechen
- in Rethymno die australische 19. Brigade, 4800 Mann, davon 3200 Griechen
- in Iraklio die britische 14. Brigade, davon 2700 Griechen

Admiral Cunningham gab General Wavell folgende Verteidigungsabsichten seiner Schiffsverbände südlich von Kreta bekannt:
- Force C unter Konteradmiral Glennie auf dem Leichten Kreuzer Dido mit den Zerstörern Kandahar und Juno sowie Kingston und Coventry sollten Iraklio und Sitia abschirmen.
- Force D unter Konteradmiral King auf dem Leichten Kreuzer Naiad mit Phoebe und zwei Zerstörern sollte jede Landung westlich Rethymno verhindern.
- Force B mit den Kreuzern Gloucester und Fiji sollte deutsche Verbände nordwestlich von Kreta vernichten oder Verband D unterstützen.
- Force A unter Vizeadmiral Henry Pridham-Wippell auf dem alten Schlachtschiff Queen Elizabeth mit Barham und fünf Zerstörern sollte die anderen Verbände abschirmen.
- Reserveverbände, die in Alexandrien verblieben: die Erste-Weltkrieg-Schlachtschiffe Warspite und Valiant, der neue Flugzeugträger Formidable, die Kreuzer Orion und Ajax sowie verfügbare Zerstörer
- U-Boot Rorqual sollte um Limnos operieren.
- eine Schnellboot-Flottille wurde in der Soudabucht stationiert.
- Minenfelder wurden durch die Abdiel zwischen Kephalonia und Levkas gelegt, um die Verbindung durch den Kanal von Korinth zu unterbrechen
- Luftaufklärung war vorgesehen, aber zu schwach
- Kommandeur der Operationen auf See war der Oberbefehlshaber Mittelmeer in Alexandrien, doch sollten die einzelnen Verbände selbständig operieren.

Da die Briten die deutsche Verschlüsselungsmaschine Enigma mitlesen konnten, waren sie über die Angriffspläne in annähernd allen Einzelheiten informiert. Abgehört wurden fast alle Funksprüche zwischen dem Oberkommando der Luftwaffe und den in Griechenland mit der Vorbereitung und Planung befassten militärischen Stäben, so dass die Alliierten gezielte Abwehrmaßnahmen einleiten konnten und General Freyberg daraufhin die Verteidigung der Flugfelder verstärken ließ. Die schlechte Ausbildung von Teilen und die schlechte Ausstattung aller seiner Truppen erschwerten eine effektive Verteidigung.
Freyberg plante daher, die Flugfelder so zu beschädigen, dass sie unbenutzbar würden. Dies wurde ihm von Wavell untersagt. Wavell ging davon aus, dass allein das Wissen über den Angriffsplan genügen würde, um den Angriff abzuwehren, und eine Zerstörung der Flugfelder nur eine schnelle Ausstattung der Insel mit eigenen Flugzeugen verhindert hätte. Bis heute ist diese Entscheidung umstritten; sie gilt als ein Grund für den deutschen Sieg.
Die deutschen Transportflieger nahmen allerdings teilweise bewusst Bruchlandungen auf Stränden und Feldern in Kauf. Einige Historiker glauben, dass für die deutsche Führung der Verlust einer beträchtlichen Anzahl von Flugzeugen nachrangig war beziehungsweise einkalkuliert wurde. Im Vordergrund habe allein der Erfolg des Angriffs gestanden; der wäre somit auch ohne die Eroberung von Flugfeldern gelungen.

## Operationsverlauf
Gliederung erste Welle deutschen Landungskräfte
Gruppe West (erste Welle) unter Generalmajor Meindl mit Angriffsziel Maleme:
- Regimentsstab (Major Braun)
- Bataillonsstab I./Luftlande-Sturm-Regiment (Major Koch)
- Stoßtrupp Brücke (Oberleutnante Schächter und Trebes)
- 3./Luftlande-Sturm-Regiment (Oberleutnant v. Plessen)
- 4./Luftlande-Sturm-Regiment (Hauptmann Sarrazin)
- II./Luftlande-Sturm-Regiment (Major Stentzler)
- III./Luftlande-Sturm-Regiment (Major Scherber)
- IV./Luftlande-Sturm-Regiment (Hauptmann Gericke)
- 3./Fallschirm-Fla-MG-Bataillon (Oberleutnant Theuerling)
- 1./Fallschirm-Artillerie-Abteilung (Hauptmann Schramm)
- 1. Zug, Fallschirm-Sanitäts-Abteilung (Oberarzt Dr. Dietzel)

Gliederung zweite Welle Gruppe Mitte unter Generalleutnant Süßmann - Angriffsziele Chania, Rethymno, Dorf Souda und Soudabucht:
- Divisionsstab 7. Flieger-Division (Generalleutnant Süßmann)
- 1./Luftlande-Sturm-Regiment (Oberleutnant Genz)
- 2./Luftlande-Sturm-Regiment (Hauptmann Altmann)
- Stab/Fallschirm-Jäger-Regiment 3 (Oberst Heidrich)
- I./Fallschirm-Jäger-Regiment 3 (Hauptmann Freiherr von der Heydte)
- II.Fallschirm-Jäger-Regiment 3 (Major Derpa)
- III./Fallschirm-Jäger-Regiment 3 (Major Heilmann)
- 3./Fallschirm-MG-Bataillon (Hauptmann Schmidt)
- Fallschirm-Pionier-Bataillon (Major Liebach)
- 1./Fallschirm-Sanitäts-Abteilung (Stabsarzt Dr. Mallison)

Gliederung dritte Welle Gruppe Ost unter Generalleutnant Ringel - Angriffsziele Stadt und Flugplatz Iraklio:
- Stab/Fallschirm-Jäger-Regiment 1 (Oberst Bräuer)
- I./Fallschirm-Jäger-Regiment 1 (Major Walther)
- II./Fallschirm-Jäger-Regiment 1 (Hauptmann Burckhardt)
- III./Fallschirm-Jäger-Regiment 1 (Major K.-L. Schulz)
- II./Fallschirm-Jäger-Regiment 2 (Hauptmann Schirmer)
- 1./Fallschirm-Fla-MG-Bataillon (?)
- 2./Fallschirm-Sanitäts-Abteilung (Stabsarzt Dr. Langemeyer)

### Erster Tag: 20. Mai

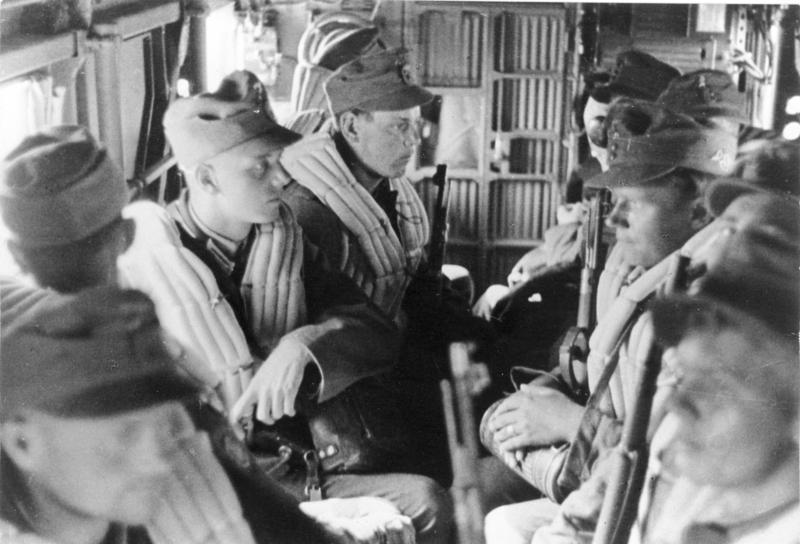
Deutsche Gebirgsjäger mit angelegten Schwimmwesten in einem Junkers Ju 52 Transportflugzeug

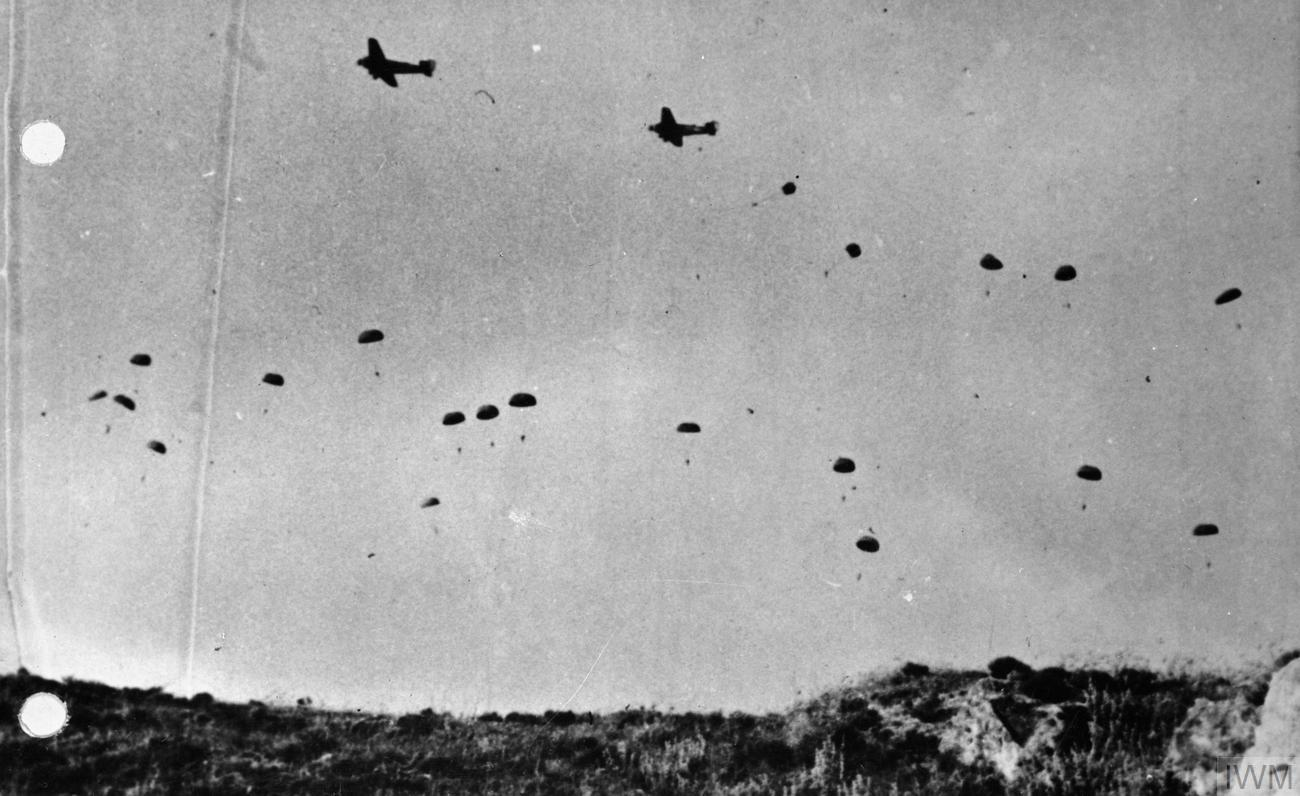
Fallschirmjäger springen über Kreta aus Junkers Ju 52 Transportern ab

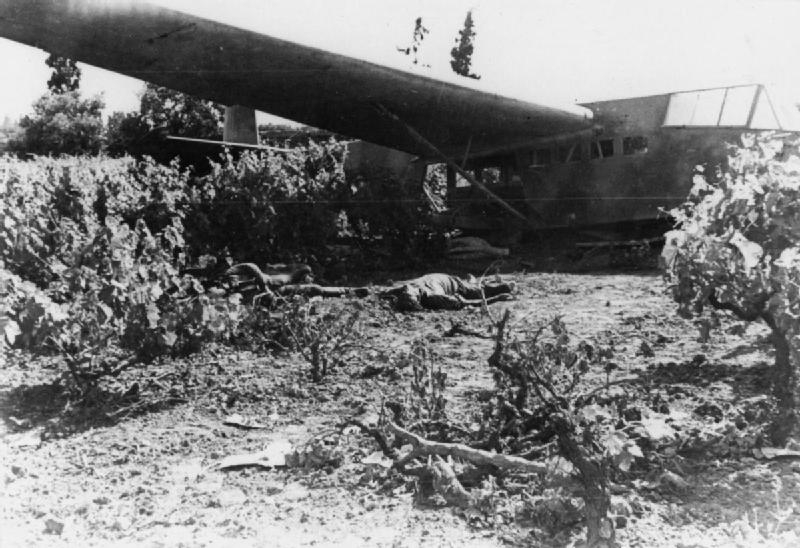
Ein deutscher DFS 230 Lastensegler nach einer Bruchlandung

Am Dienstag, dem 20. Mai, gegen 07:15 Uhr begann Unternehmen Merkur mit der Bombardierung der vorgesehenen Absetzzonen durch die deutsche Luftwaffe. Bei Maleme war die britische Flugabwehr praktisch sofort außer Gefecht. Während das Bombardement noch im Gange war, begannen bereits westlich des Flugplatzes Lastensegler des I./Luftlande-Sturm-Regiments der Gruppe West (erste Welle), in echter oder in Bruchlandung niederzugehen.
Die britischen Truppen, überrascht wegen der schonungslosen und draufgängerischen Art und Weise der Landung sowie der Kampfstärke der Landetruppen, begannen die Gleiter sowie die ausbootenden Soldaten der Luftlande-Sturmeinheiten mit Granatwerfern unter Feuer zu nehmen. Die sofortige Einnahme des Flugfeldes Maleme verhinderten die Neuseeländer im Nahkampf.
Das Absetzen des II., III. und IV. Bataillons der ersten Welle gelang fast ohne Schwierigkeiten, und nur sieben der 493 aufgestiegenen Ju 52 gingen verloren.
Die niederschwebenden Fallschirmjäger waren jedoch unerwartet hohem Sperrfeuer ausgesetzt, wodurch viele bereits in der Luft verwundet oder getötet wurden, obwohl je nach Lage oft die Mindestabsprunghöhe von 150 Metern gewählt wurde. Selbst wenn sie heil am Boden ankamen, waren sie teilweise vom Wind weit verstreut und mussten sich, nur leicht bewaffnet, erst zu den Waffenbehältern durchkämpfen, um sich dann neu zu gruppieren. Außerdem wurden sie durch die große Anzahl feindlicher Truppen und das starke Abwehrfeuer überrascht, da die Aufklärung weit geringeren Widerstand vorausgesagt hatte.
Durch die Verzögerungen erwies sich das geplante Zusammenführen von Bomber- und Transportverbänden als undurchführbar. Zum einen mussten die zu ihren Stützpunkten zurückgekehrten Transportmaschinen zum Teil mühsam mit Handpumpen aus Fässern aufgetankt werden, zum anderen war eine größere Ansammlung von Flugzeugen in der Luft wegen der enormen Staubentwicklung beim Start nicht möglich.
So wurde die Gruppe Mitte (zweite Welle) gegen 16:15 Uhr bei Rethymno und um 17:30 Uhr bei Iraklio verspätet abgesetzt, nachdem der vorausgegangene Bombenangriff bereits einige Stunden vorher stattgefunden hatte und die entstandenen Schäden notdürftig beseitigt worden waren.
Die zweite Welle der deutschen Luftlandeverbände erlitt deshalb ebenfalls schwere personelle Ausfälle im Abwehrfeuer. Gegen Ende des Tages hatten die Deutschen keines ihrer Ziele erreicht. Dennoch zeichneten sich auf britischer Seite erste Probleme ab. Es mangelte an Fahrzeugen, hauptsächlich an sachgemäß bewaffneten Panzern, vor allem aber an Kommunikationsmitteln, um wenigstens die vorhandenen Fahrzeuge gegen die einzelnen provisorisch errichteten deutschen Widerstandsnester zum Einsatz zu bringen. Außerdem erschwerte die deutsche Luftüberlegenheit die britischen Verteidigungsbemühungen. Dadurch konnten die deutschen Fallschirmjäger ihre provisorisch errichteten Stellungen behaupten.
Die vorgesehenen 200-Watt-Funksender der deutschen Landungstruppen gingen beim Aufprall der Lastensegler teilweise zu Bruch, und die Gruppe West und Mitte hatte keine Verbindung zum Gefechtsstand in Athen. So hatte der kommandierende General des XI. Fliegerkorps keine Kenntnis darüber, dass der Angriff auf den Flugplatz Maleme vorerst gescheitert war, Wilhelm Süssmann, der Kommandeur der 7. Flieger-Division, Kreta gar nicht erreicht hatte, weil er über der Insel Ägina abgestürzt war, und dass manche der Landeeinheiten nur noch über einen Bruchteil ihrer Kampfstärke verfügten.
Bei Sonnenuntergang des ersten Tages waren von den ursprünglich 10.000 gelandeten Fallschirmjägern nur noch 6.000 Mann kampffähig.
Als General Student in der Nacht vom 20. zum 21. Mai über die Lage auf Kreta unterrichtet wurde, befahl er, alle zur Verfügung stehenden Kräfte vordringlich auf die Einnahme des Flugplatzes bei Maleme zu konzentrieren.

### Zweiter Tag: 21. Mai

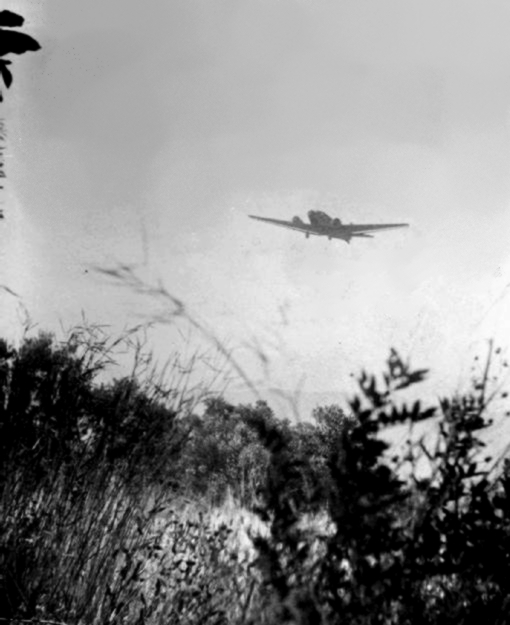
Truppentransporter Ju 52 im Tiefflug über Kreta

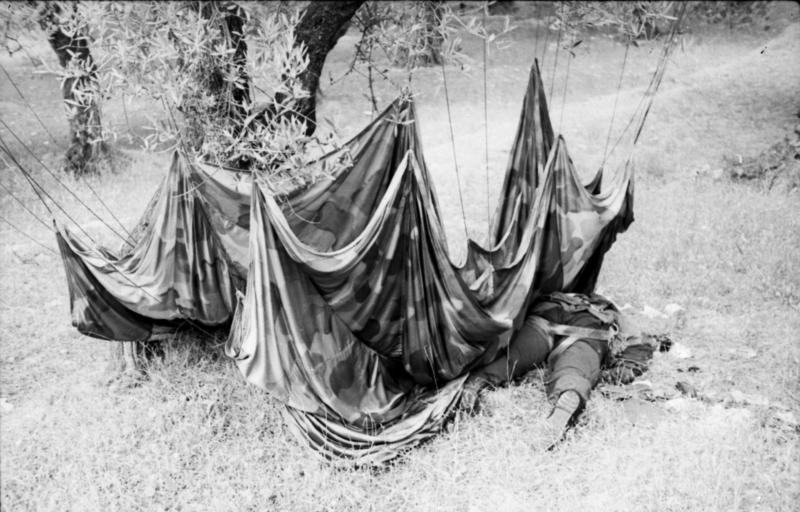
Toter Fallschirmjäger

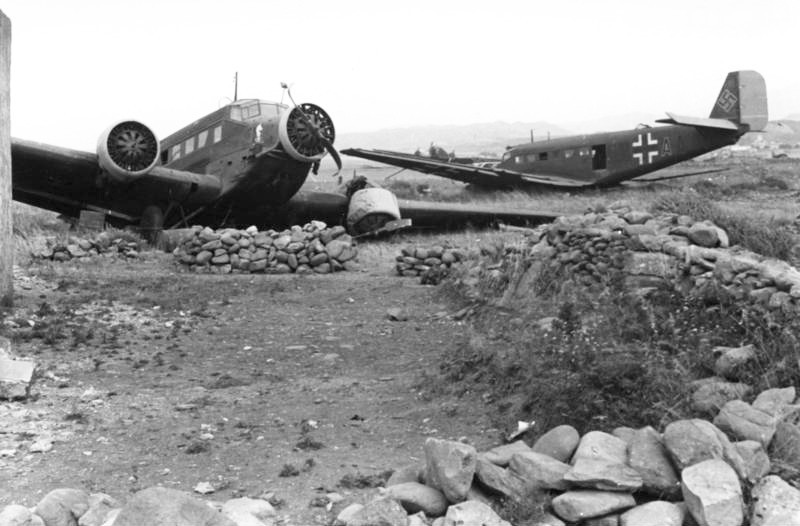
Ju 52 der I. Gruppe des Kampfgeschwaders z.b.V. 1 (Geschwaderkennung 1Z+AA) nach Bruchlandung

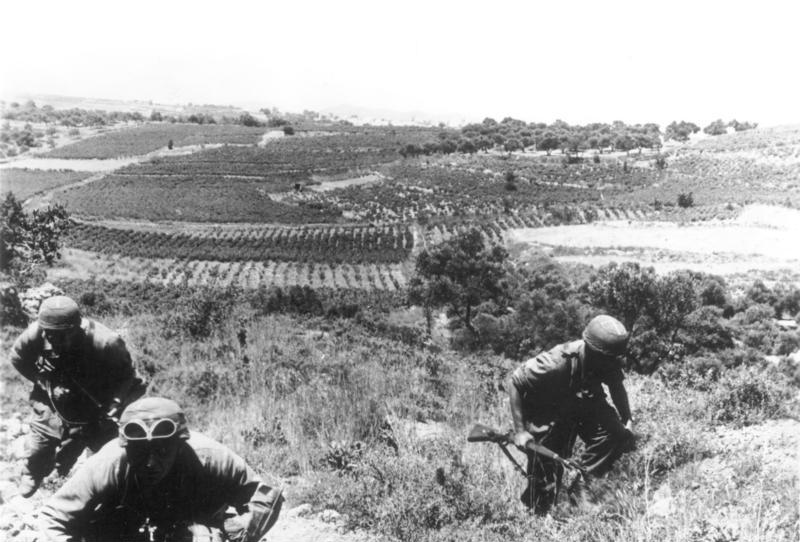
Fallschirmjäger erklimmen einen Hügel

In der Nacht zum 21. Mai wurde jede im Südosten Europas verfügbare deutsche Transportmaschine nach Kreta abgezogen, um die Überführungsflüge für die Fallschirmjäger zu unterstützen, da innerhalb kurzer Zeit mehr als 150 Maschinen Ju 52 während der Kampfhandlungen ausgefallen waren. Dazu stellte die Luftwaffe hauptsächlich die erst kürzlich in den Iran aufgenommenen Versorgungsflüge wieder ein.
Am Mittwoch, dem 21. Mai 1941, sprang Oberst Ramcke bei Maleme ab und übernahm anstelle des verwundeten Generalmajors Meindl die Führung über die Gruppe West. Die Landebahn selbst lag jedoch unter dem Beschuss der britischen Granatwerfer, Geschütze, Maschinengewehre sowie mehrerer leichter und schwerer Flak, die auf der dominierenden Höhe 107 (heute deutscher Soldatenfriedhof Maleme) aufgestellt war. Trotzdem landeten die ersten Ju 52 unter hohen Verlusten auf den Pisten und dem westlich angrenzenden unebenen Gelände. Schrittweise gelang es den Deutschen, ihre Position westlich des Flughafens auszubauen sowie Material und Personal anzulanden.
Nach schwerer Bombardierung durch Sturzkampfbomber gelang die schrittweise Eroberung der Höhe 107 durch deutsche Truppen, die dann neu koordiniert das Flugfeld von Maleme von Westen aus angriffen und gegen 17 Uhr einnahmen. Zur Unterstützung des Angriffes erfolgte eine zweite Absprungwelle deutscher Fallschirmjäger. Ein nächtlich unternommener Gegenangriff der Briten und verbündeter Einheiten drang bis zum Rand des Flugplatzes vor; der Angriff musste jedoch bei Tagesanbruch und mit Wiedererscheinen der deutschen Luftwaffe eingestellt werden.
In der Nacht zum 22. Mai wurde ein aus Piräus in Richtung Kreta ausgelaufener erster deutscher Geleitzug (Oberleutnant zur See Albert Oesterlin), bestehend aus kleinen Dampfern und Motorseglern und mit über 2300 Gebirgsjägern an Bord, durch die britische Force D (Konteradmiral Irvine Glennie) gestellt, der über drei Kreuzer (Ajax, Dido, Orion) und vier Zerstörer (Hasty, Hereward, Janus und Kimberley) verfügte. Nur das Eingreifen des italienischen Torpedoboots Lupo war dafür verantwortlich, dass der Konvoi vor der völligen Vernichtung bewahrt blieb und sich auflösen konnte. Trotzdem starben rund 300 deutsche Soldaten.
Ein zweiter deutscher Geleitzug mit 4000 Gebirgsjägern wurde bei Tagesanbruch durch vier Kreuzer und drei Zerstörer der Force C (Konteradmiral King) entdeckt. Jedoch erschien die deutsche Luftwaffe; zusammen mit dem sichernden Torpedoboot Sagittario konnte der Konvoi verteidigt werden, lediglich zwei Segler wurden versenkt.

### Dritter Tag: 22. Mai

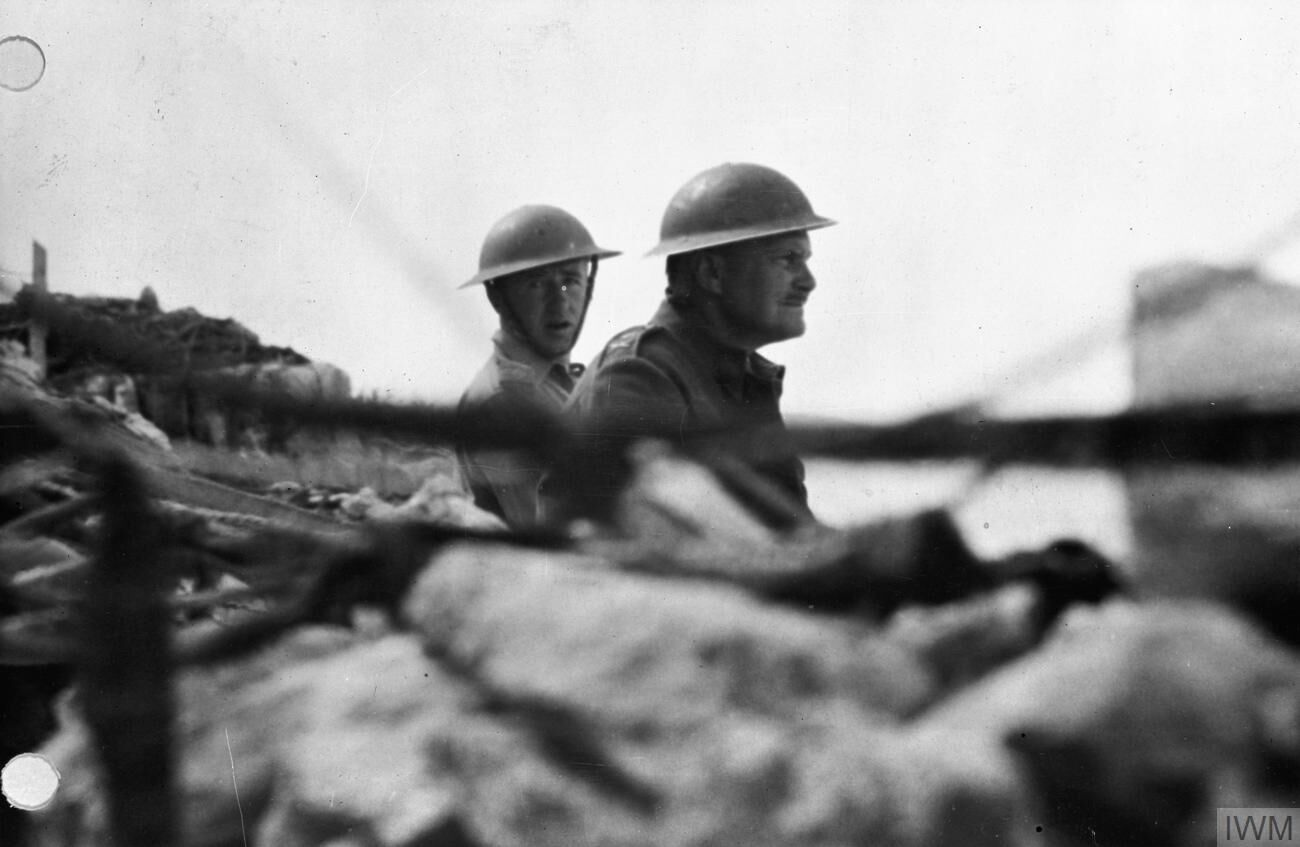
Lieutenant General Freyberg, Kommandierender General der alliierten Einheiten auf Kreta

Am 22. Mai gelang es den deutschen Einheiten, das Flugfeld bei Maleme zu einer brauchbaren Operationsbasis auszubauen. Stündlich landeten nun durchschnittlich 20 Transporter und brachten Nachschub. Noch entscheidender war jedoch die Tatsache, dass diese Flugzeuge nun auch wieder aufsteigen konnten, um neue Truppen einzufliegen.

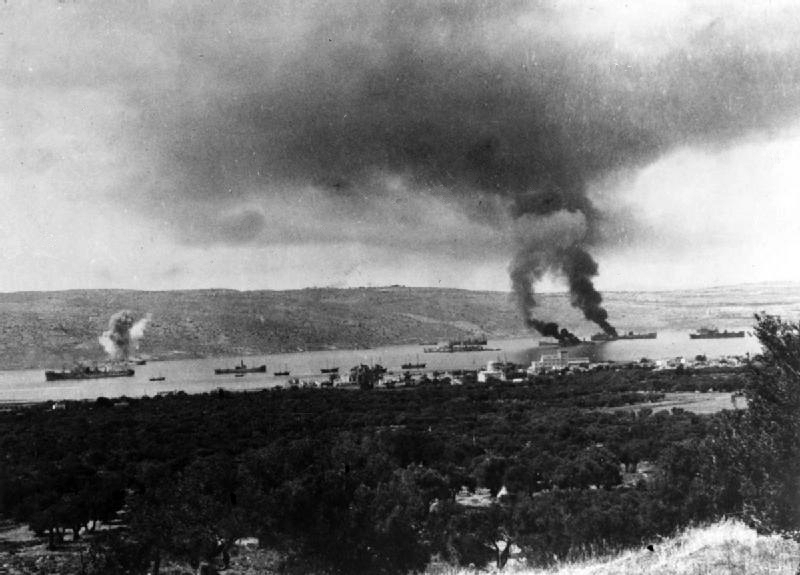
Souda-Bucht: Durch Luftangriffe in Brand geschossene Schiffe

Weiterhin bekämpfte die Luftwaffe die britischen Marineeinheiten, die die Überführung deutscher Truppen nach Kreta in der Nacht verhinderten. Die Force C und D sowie deren Deckungsgruppe unter Konteradmiral Rawlings mit mehreren Zerstörern und Kreuzern mussten unter den ständigen Luftangriffen die Gewässer nördlich von Kreta, zum Teil schwer beschädigt, verlassen. Es zeigte sich, dass die deutsche Luftüberlegenheit den Schlachtverlauf entscheidender beeinflusste als die britische Seeherrschaft. Ab dem 23. Mai war auch der Seeweg für Nachschublieferungen der Achsenmächte nach Kreta offen.
Die deutsche Öffentlichkeit wurde erst spät über die angelaufenen militärischen Operationen auf Kreta informiert. Mit der Ausweitung des Landekopfes bei Maleme fiel am 26. Mai die endgültige militärische Entscheidung zu Gunsten der deutschen Truppen, worauf das britische Oberkommando in der Nacht zum 27. Mai den Entschluss fasste, Kreta zu räumen. Am 27. Mai fiel die Hauptstadt Chania, am 28. Mai der Hafen in der Soudabucht in deutsche Hand. Am 29. Mai kapitulierte Rethymno.

### Evakuierung der Alliierten vom 28. Mai bis zum 1. Juni

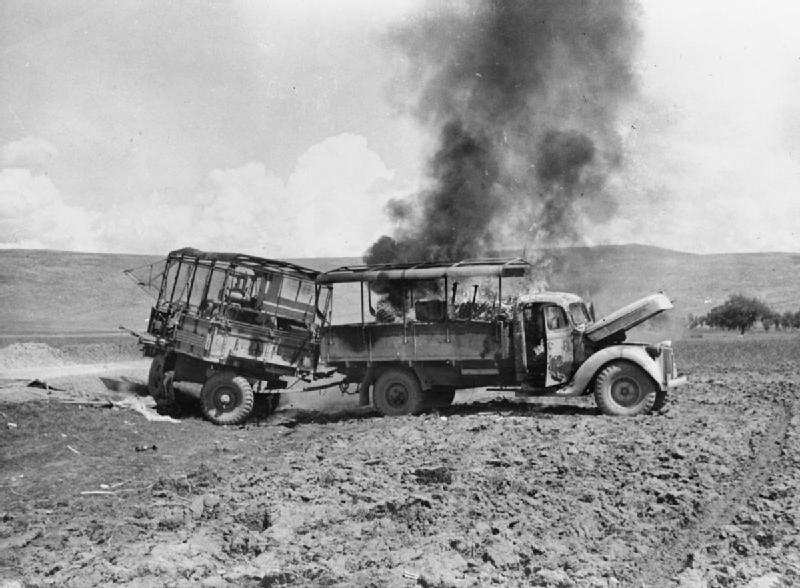
Brennendes britisches Fahrzeug nach einem Luftangriff

Der bereits durch Fliegerangriffe angeschlagenen britischen Flotte oblag die Aufgabe der Evakuierung der rund 22.000 Mann von Kreta. Die Einschiffungen erfolgten vornehmlich vom offenen Strand bei Sfakia. Mindestens 15.000 Mann der Empiretruppen lagen dort im felsigen Gelände verborgen und warteten auf ihre Einschiffung, während die britische Nachhut in steter Gefechtsfühlung mit den nachstoßenden deutschen Verbänden blieb. In mehreren nächtlichen Aktionen konnte vom 28. bis zum 31. Mai ein Großteil der Truppen an Bord genommen werden, um sie unter ständigen Luftangriffen fast 380 Seemeilen nach Alexandria in Sicherheit zu bringen.

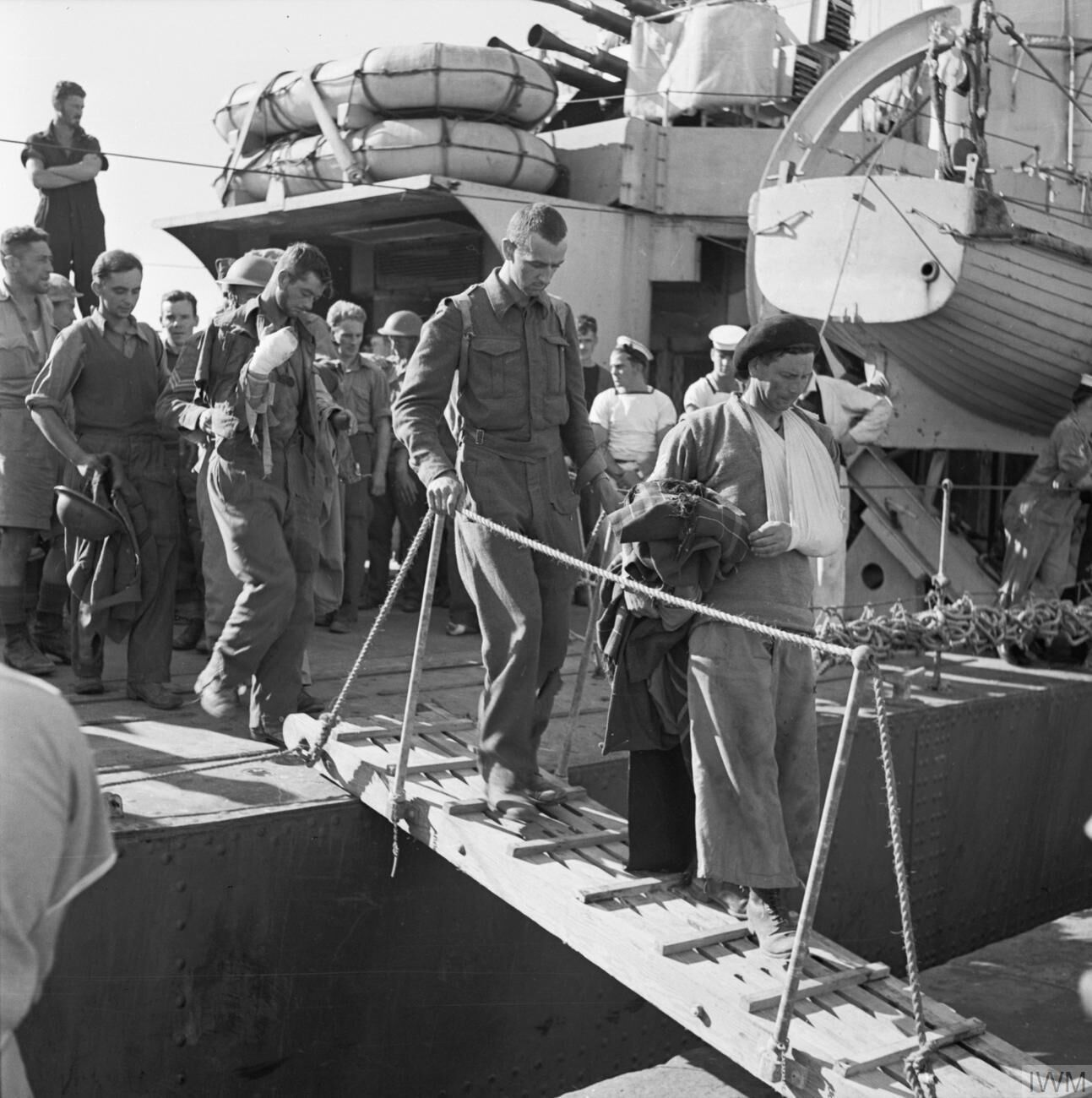
Verwundete britische Truppen gehen nach der Evakuierung im ägyptischen Alexandria von Bord

Eine gleichzeitig durchgeführte Expedition Admiral Rawlings zur Rettung der Garnison in Iraklio erlitt auf der Rückfahrt durch die Luftwaffe empfindliche Verluste und einige Totalausfälle an Schiffsraum. Die Bombenabwürfe begannen um 6 Uhr und dauerten bis 15 Uhr, als sich das mit über 4000 evakuierten Soldaten belegte Geschwader Alexandria bereits auf 100 Seemeilen genähert hatte. Viele Bombentreffer hatten in Anbetracht der Überbelegung der Schiffe verheerende Auswirkungen, und bei der Ankunft wurde festgestellt, dass mindestens jeder fünfte Mann tot oder verwundet war.
Den Briten stellte sich die Frage, inwieweit die Flotte zur Rettung der Truppen riskiert werden könne. Befürchtungen der Armee wurden jedoch durch Admiral Cunningham mit der Bemerkung „It takes three years to build a ship, it takes three centuries to build a tradition.“ (dt. Es braucht drei Jahre, um ein Schiff zu bauen, es braucht drei Jahrhunderte, um eine Tradition aufzubauen.) zerstreut, und die Einschiffungen wurden fortgesetzt.

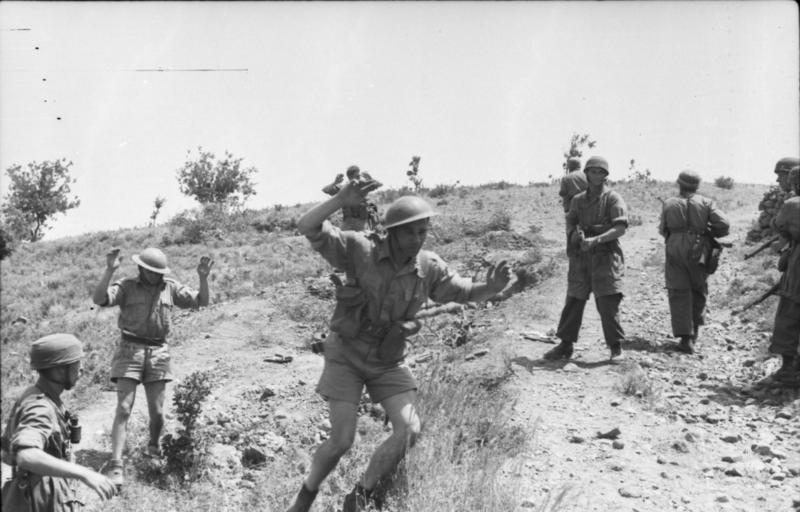
Gefangennahme britischer Soldaten

Die deutschen und die mittlerweile angelandeten italienischen Truppen versuchten, den zurückweichenden alliierten Truppen den Weg abzuschneiden. Gebirgsjäger und Kradschützen konnten sich wesentlich schneller in dem gebirgigen Gelände bewegen, doch wurden größere Einkreisungen durch die erbitterte Gegenwehr der Alliierten, insbesondere durch die Layforce, einen Vorläufer des SAS unter dem späteren General Robert Laycock, die den Rückzug der britischen Truppen nach Sfakia deckte, sowie durch das felsige Terrain verhindert.
In der Nacht zum 31. Mai wurde General Freyberg auf Anweisung des Generalstabes ausgeflogen. Der griechische König und der britische Gesandte wurden einige Tage zuvor unter erheblichem Risiko evakuiert. Die Truppeneinschiffungen wurden am 1. Juni gegen 3 Uhr eingestellt. Es gelang der Royal Navy, fast 17.000 Mann britischer und Empiretruppen nach Ägypten zu bringen. General Wavell ermächtigte die über 5000 auf Kreta verbliebenen Soldaten zur Kapitulation. Etwa 500 Commonwealth-Soldaten zogen sich jedoch stattdessen in die umliegenden Berge zurück, nachdem auch der letzte Hafen Chora Sfakion von deutschen Truppen eingenommen worden war. Teile der Landbevölkerung leisteten ihnen und den griechischen Soldaten Beistand. Im Falle der Entdeckung drohten ihnen durch die deutsche Besatzungsmacht drakonische Strafen. Da die schweren Waffen fast vollständig zerstört oder bereits aufgegeben waren, wurde die noch vorhandene Munition an Partisanen verteilt.

## Widerstand der Bevölkerung gegen die deutsche Besetzung

Deutsche, italienische und bulgarische Besatzungszonen in Griechenland und auf Kreta

Zur Stärkung der Verteidigungskräfte auf Kreta waren in den Tagen und Wochen vor dem deutschen Angriff Milizen und Bürgerwehren aufgestellt worden. Unmittelbar nach Beginn der Landung deutscher Fallschirmjäger schlossen sich einige kretische Zivilisten diesen Verbänden an oder unterstützten Truppen der griechischen Armee oder der Gendarmerie im Kampf gegen die Angreifer. Wenn deutsche Truppen im Kampf auf bewaffnete Zivilisten stießen, betrachteten sie diese als Freischärler und erschossen sie gewöhnlich an Ort und Stelle.
Im weiteren Verlauf der Kämpfe wurden wiederholt deutsche Soldaten aus der kretischen Bevölkerung heraus angegriffen. Insbesondere verwundete und versprengte Fallschirmjäger wurden von kretischen Zivilisten misshandelt oder getötet, einige Verwundete konnten zum Teil nur von alliierten Soldaten vor Übergriffen geschützt werden.
Der Widerstandswille der kretischen Bevölkerung kam für die deutsche Führung völlig überraschend, hatte sich doch die Bevölkerung auf dem griechischen Festland während des deutschen Vormarsches in aller Regel passiv verhalten. Diese Erfahrung und das Auffinden von deutschen Gefallenen, die (tatsächliche oder vermeintliche) Verstümmelungen aufwiesen – die hohe Lufttemperatur führte schnell zum Einsetzen von Verwesung – führten zu zahlreichen spontanen Vergeltungsmaßnahmen von Seiten der deutschen Truppen.
Zur Aufrechterhaltung der Moral der durch große Verluste geschwächten Truppe und als Abschreckung erließ General Student am 31. Mai 1941 folgenden Befehl:

„Jetzt ist die Zeit gekommen, allen derartigen Fällen planmäßig nachzugehen, Vergeltung zu üben und Strafgerichte abzuhalten, die auch als Abschreckungsmittel für die Zukunft dienen sollen. Ich beabsichtige, in dieser Richtung mit äusserster Härte vorzugehen.
 […] Als Vergeltungsmaßnahmen kommen in Frage: 1.) Erschiessungen 2.) Kontributionen 3.) Niederbrennen von Ortschaften (vorher Sicherstellung aller Barmittel, die restlos den Angehörigen zugute kommen sollen) 4.) Ausrottung der männlichen Bevölkerung ganzer Gebiete. Die Genehmigung zu 3.) u. 4.) behalte ich mir vor. Sie ist auf dem kürzesten Wege einzuholen (mit stichwortartiger Begründung).
Es kommt nun darauf an, alle Maßnahmen mit größter Beschleunigung durchzuführen, unter Beiseitelassung aller Formalien und unter bewusster Ausschaltung von besonderen Gerichten. Bei der ganzen Sachlage ist dies Sache der Truppe und nicht von ordentlichen Gerichten. Sie kommen für Bestien und Mörder nicht in Frage.“

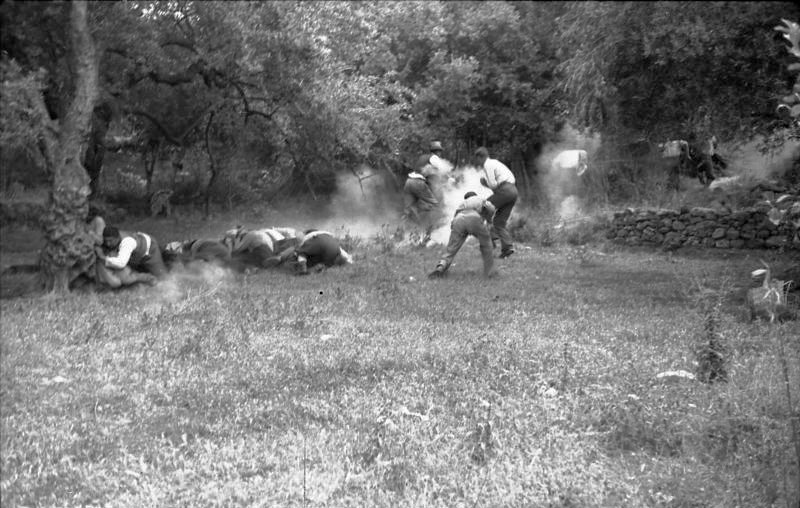
Erschießung von Zivilisten in Kondomari

Unmittelbar nach Beendigung der Kampfhandlungen auf Kreta wurde am 2. Juni 1941 auf Befehl von Oberleutnant Horst Trebes als Vergeltungsmaßnahme in Kondomari 23 männliche Zivilisten erschossen, da kurz zuvor in nächster Nähe des Dorfes die Leichen von zwei deutschen Soldaten aufgefunden wurden, eine davon war nackt und bereits halb verwest. Zudem wurde im Dorf noch die Uniformjacke eines Fallschirmjägerleutnants mit einem Einschussloch im Rücken entdeckt.
Noch während der Kämpfe erging, wie ihr Kommandeur Generalmajor Ringel am 4. Juni berichtete, an die 5. Gebirgs-Division der Befehl, für jeden deutschen Gefallenen zehn Kreter zu erschießen. Außerdem wurden Gehöfte und Dörfer, aus denen heraus deutsche Truppen beschossen worden waren, niedergebrannt und in allen Orten Geiseln genommen.
Wegen des Widerstandes von Teilen der Bevölkerung während der Invasion wurden zwei Sonderunternehmen durchgeführt. In Zusammenarbeit mit dem Reichssicherheitshauptamt, das die Fahndungslisten und die standgerichtlichen Urteile erstellte, wurden Personen gefangen genommen. Beim Sonderunternehmen Völkerbund, das von der 5. Gebirgs-Division geführt wurde, wurden 110 Männer zum Tode verurteilt und erschossen, weitere 39 Zivilisten bei bewaffnetem Widerstand oder auf der Flucht. Wegen des Widerstandes der Bevölkerung wurden in der Folge circa 50.000 deutsche Soldaten auf Kreta stationiert. Schon in den ersten Monaten wurden mehr als 2000 Kreter getötet.
Insgesamt wurden nach der Niederlage der Alliierten in der Luftlandeschlacht um Kreta bis 1945 während der Besatzung der Achsenmächte etwa zwischen 3000 und 8575 Kreter ermordet.

## Militärische Bewertung der Operation
Bei der Durchführung dieser militärischen Unternehmung zeigte sich grundsätzlich die deutsche Luftüberlegenheit als der britischen Seeherrschaft überlegen. Letztlich war es nur dieser Luftüberlegenheit zu verdanken, dass nach dem dritten Angriffstag deutsche Verstärkungen auf dem Seewege nach Kreta überführt werden konnten und die britische Flotte nicht in der Lage war, die Landungsoperation nennenswert zu behindern.
Die Besetzung Kretas durch die Achsenmächte sicherte deren Südostflanke angesichts des bevorstehenden Überfalls auf die Sowjetunion. Dennoch hatte die Besetzung Kretas durch deutsche und italienische Truppen keinerlei strategische Auswirkungen auf die weitere Kriegsführung auf diesem Kriegsschauplatz, auch wenn Teile der Insel noch über die bedingungslose Kapitulation der Wehrmacht am 8. Mai 1945 hinaus von deutschen Truppenverbänden kontrolliert wurden. Die Wehrmachteinheiten auf Kreta gingen erst am 12. Mai, als letzte deutsche Besatzung, in Kriegsgefangenschaft. Sicherlich spielte die Tendenz der deutschen Führung, Afrika, den Mittelmeerraum und den Vorderen Orient als Nebenkriegsschauplätze zu betrachten, eine Rolle. Die Nichtauslösung des im April 1942 beschlossenen und für Juli festgesetzten Unternehmen Herkules, der geplanten Besetzung der Insel Malta, das zur Sicherung der Transportrouten per Schiff für die Versorgung dienen sollte, entwertete zum großen Teil die Eroberung Kretas und war sicherlich auch auf die blutigen Erfahrungen von „Merkur“ zurückzuführen. Gleichzeitig war dies ein Anzeichen für das generelle Fehlen einer deutschen Gesamtkriegsstrategie. So blieben die Befürchtungen der Westalliierten grundlos, das Deutsche Reich würde nach dem Balkanfeldzug eine Entscheidung im Mittelmeerraum und in Afrika (→ Afrikafeldzug) anstreben.
Die deutsche Wehrmacht verfügte zu diesem Zeitpunkt des Krieges lediglich über eine Fallschirmjägerdivision, nämlich die 7. Flieger-Division. Diese großteils aus hochmotivierten Freiwilligen bestehende Division verlor nahezu die Hälfte ihrer Soldaten im Kampf gegen die britischen, australischen, neuseeländischen und griechischen Verteidiger. Nach dem verlustreichen Einsatz auf Kreta wurde die Division wieder aufgefüllt, in verschiedenen Einsätzen als „Feuerwehr“ eingesetzt und damit nicht in ihrer eigentlichen Aufgabe „verheizt“. Zur Aufstellung neuer Fallschirmjägerverbände durch die Luftwaffe kam es erst ab 1943, ohne dass diese noch in wesentlichen Luftlandeoperationen eingesetzt wurden.
Die Operation „Merkur“ wurde durch die deutschen Truppen nur unter großen Verlusten erfolgreich abgeschlossen. Die Ursachen dafür lagen in Führungsfehlern, vorhandenen Mängeln in der Bodenorganisation und zu knapp bemessener Vorbereitungszeit. Die Hauptgründe waren wohl die völlige Unterschätzung des Gegners, die Annahme, dass die Bevölkerung die deutschen Truppen freundlich empfangen würde, sowie das fehlende Überraschungsmoment, weil die Briten in fast allen Einzelheiten über den bevorstehenden Angriff informiert waren (sie hatten die Chiffriermaschine Enigma entziffert).
Im Schlachtbericht des XI. Fliegerkorps heißt es unter anderem:

„Die britischen Bodentruppen auf Kreta waren ungefähr dreimal so stark wie angenommen. Die Kampfgebiete auf der Insel waren mit größter Sorgfalt und mit allen Mühen zur Verteidigung vorbereitet worden […] Alle Befestigungen waren sehr geschickt getarnt […] Die auf den Mangel an Informationen zurückzuführende Unkenntnis über die genaue Lage des Feindes gefährdete den Angriff und führte zu außerordentlich hohen und blutigen Verlusten.“

Andererseits waren die Westalliierten von der Kampfkraft der deutschen Fallschirmjäger beeindruckt. Der britische Premierminister Winston Churchill schrieb:

„So etwas hatte man zuvor noch nie gesehen. Es war die erste großangelegte Luftlandeoperation in der Kriegsgeschichte. Das deutsche Luftlandekorps repräsentierte die Flamme der Hitlerjugend und verkörperte den teutonischen Geist der Rache für die Niederlage von 1918. Diese tapferen, großartig ausgebildeten und absolut entschlossenen Nazi-Fallschirmjäger stellten die Blüte deutschen Mannestums dar. (“Nothing like it had ever been seen before. It was the first large-scale airborne-attack in the annals of war. The German Air Corps represented the flame of the Hitler Youth Movement and was an ardent embodiment of the Teutonic spirit of revenge for the defeat of 1918. The flower of German manhood was expressed in these valiant, highly trained, and completely devoted Nazi parachute troops.”)“

Churchill befahl daraufhin den Aufbau von eigenen britischen Luftlandeeinheiten. Die Westalliierten unternahmen im Verlaufe des Krieges große Luftlandungen während der Landung auf Sizilien, der Landung in der Normandie, des bisher größten Luftlandeunternehmens während der Operation Market Garden (Luftlandeoperation Market) sowie der größten Luftlandung innerhalb eines Tages während der Operation Varsity 1945 zur Überquerung des Rhein im Norden.

## Verluste
Das „Unternehmen Merkur“ forderte auf deutscher und britischer Seite sowie unter der griechischen Zivilbevölkerung erhebliche Verluste an Menschenleben und Material. Die Royal Navy erlitt in den Seegefechten vor Kreta und hauptsächlich während der Evakuierung hohe Verluste. So wurden drei Kreuzer (Gloucester, Fiji und Calcutta) und sechs Zerstörer (Kelly, Greyhound, Kashmir, Hereward, Imperial und Juno) versenkt sowie sechs Kreuzer, fünf Zerstörer, drei Schlachtschiffe und der einzige Flugzeugträger zum Teil stark beschädigt. Dabei fanden über 2000 britische Seeleute den Tod.
Insgesamt gerieten etwa 5000 britische und Empiresoldaten in deutsche Kriegsgefangenschaft, wobei später durch Kommando-Unternehmen einigen Hundert zur Flucht verholfen wurde.
Von den 493 durch die deutsche Luftwaffe eingesetzten Junkers 52 wurden 271 abgeschossen oder waren so schwer beschädigt, dass sie nicht mehr einsetzbar waren.

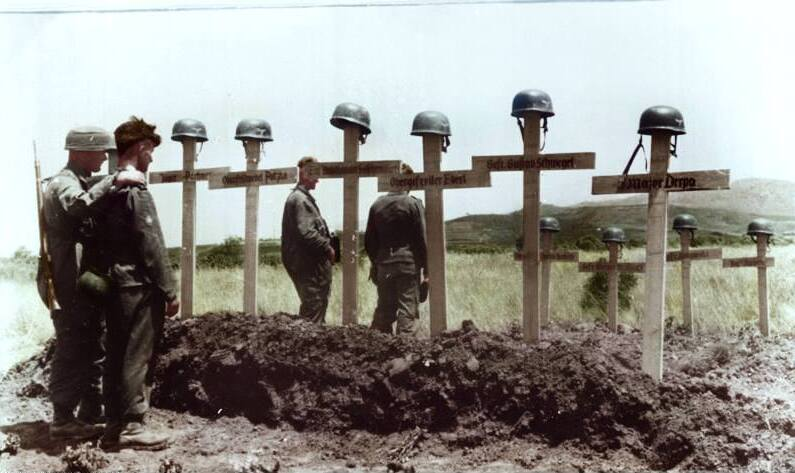
Deutsche Soldatengräber auf Kreta, Mai 1941

Die Deutschen hatten im gesamten Krieg auf Kreta Verluste von 6200 Soldaten zu beklagen, darunter 3714 Gefallene (KIA) und 2494 geborgene Verwundete (WIA). Alle auf Kreta geborgenen 4465 deutschen Gefallenen des Zweiten Weltkrieges wurden 1974 auf den neugestalteten Deutschen Soldatenfriedhof Maleme umgebettet. 3352 der Gefallenen auf dem Soldatenfriedhof Maleme starben bei der Luftlandeschlacht um Kreta – 362 gelten damit bis heute als vermisst. Die Gefallenen der Alliierten und zwei deutsche Soldaten sind auf dem Souda Bay War Cemetery begraben.
Prominentester Verwundeter war die Boxlegende Max Schmeling, der sich am 21. Mai bei der Landung eine Verletzung am Knöchel zuzog.

## Kreta-Tag
Von 1957 bis 2019 wurde in Altenstadt am 20. Mai mit dem „Kreta -Tag“ eine Gedenkfeier abgehalten, bei der jährlich der im Kampf um Kreta gefallenen deutschen
Soldaten gedacht wurde. Bei den Feierlichkeiten wurde bis 1999 in einem Gedenkgottesdienst offiziell an die Landung deutscher Fallschirmjäger auf Kreta 1941 erinnert und anschließend für die gefallenen und vermissten Fallschirmjäger und Transportflieger der ehemaligen Wehrmacht, der gefallenen und verstorbenen Fallschirmjäger der Bundeswehr und der zivilen Mitarbeiter des Standortes Altenstadt am Ehrenmal der Altenstädter Kaserne Kränze niedergelegt. Deren Kommandant Frank-Detlev Doerr nahm nie an der Veranstaltung teil und verbot 1999 die Gedenkveranstaltung am Ehrenmal, bei der Kurt Student (1890–1978), Generaloberst der Luftwaffe im Zweiten Weltkrieg und ranghöchster Offizier der Fallschirmtruppe der Wehrmacht, regelmäßig zu den Ehrengästen gehörte.
Bis 2018 begingen seitdem Fallschirmjäger-Kameradschaften aus ganz Deutschland sowie aktive Soldaten den Jahrestag mit einem Gottesdienst in der romanischen Basilika und mit einer Kranzniederlegung auf dem Friedhof. 2009 nahm der neue Kommandant Oberst Volker Bescht am Kreta-Gedenken in der Basilika teil, was als ein Zeichen der Entspannung zwischen dem Bund Deutscher Fallschirmjäger (BDF) und der Führungsriege der Luftlande-/Lufttransportschule gewertet wurde. 2018 und 2019 führte man die Veranstaltung letztmals am 26. Mai als Fallschirmjägergedenken durch.
Auf Kreta wurde noch während des Krieges ein Fallschirmjägerdenkmal bei Chania für die gefallenen  Fallschirmjäger errichtet, das zwar bis heute besteht, für das sich aber niemand mehr offiziell zuständig erklärt und sich dementsprechend in einem sehr desolaten Zustand befindet.
Am 21. Mai 2025 löste der AfD-Politiker und ehemalige Bundeswehr-Oberst Rüdiger Lucassen durch einen Tweet zum Jahrestag des Unternehmens Merkur eine Diskussion über die Verharmlosung der im Rahmen der militärischen Operation und danach von deutschen Soldaten begangenen Kriegsverbrechen an Einwohnern der Insel Kreta aus. Mit Hinweis auf seinen Vater, der als deutscher Fallschirmjäger an der Luftlandeoperation teilgenommen hatte, nahm Lucassen ausschließlich Bezug auf die militärischen Leistungen der beteiligten deutschen Soldaten und verwendete dabei ein verkürztes Zitat von Winston Churchill.

## Literarische Rezeption
Der englische Schriftsteller Evelyn Waugh, der als Angehöriger der Layforce den Rückzug der Briten sichern sollte, verarbeitete seine Erlebnisse auf Kreta in seinem Roman Officers and Gentlemen (1955).
Der deutsche Filmregisseur und Schriftsteller Egon Günther schrieb den Roman Der kretische Krieg (1957), der von zwei deutschen Fallschirmjägern handelt, die zu Deserteuren werden und in einem Dorf auf Kreta den Krieg überleben.
Klaus Modick behandelt in seinem Roman Der kretische Gast (2003) die unerbittliche Härte der deutschen Wehrmacht mit Gräueltaten gegen kretische Widerstandskämpfer und Einwohner während der Besatzungszeit 1943–45. Kriegsverbrechen und -schuld werden zu einem Hauptthema. Der Freiheitswille der Kreter wird in der Verworrenheit der Kriegsereignisse zwischen Deutschen, Briten und unterschiedlichen Widerstandsgruppen in dem Generationen übergreifenden Spannungsbogen thematisiert.